# 甘草屋敷

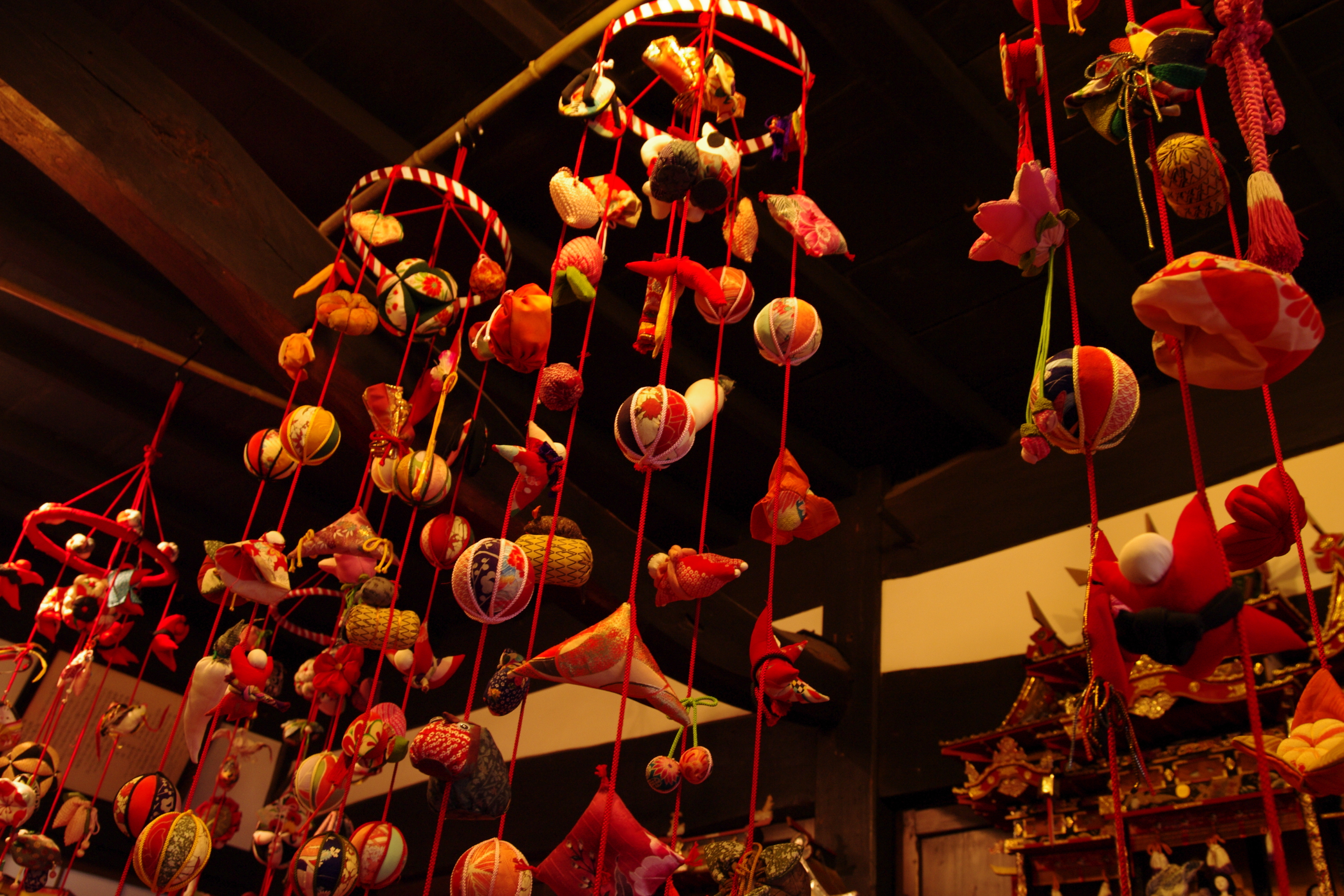
甘草屋敷内に展示された「吊るし雛」。2月から4月にかけて「ひな飾りと桃の花まつり」が開催される。

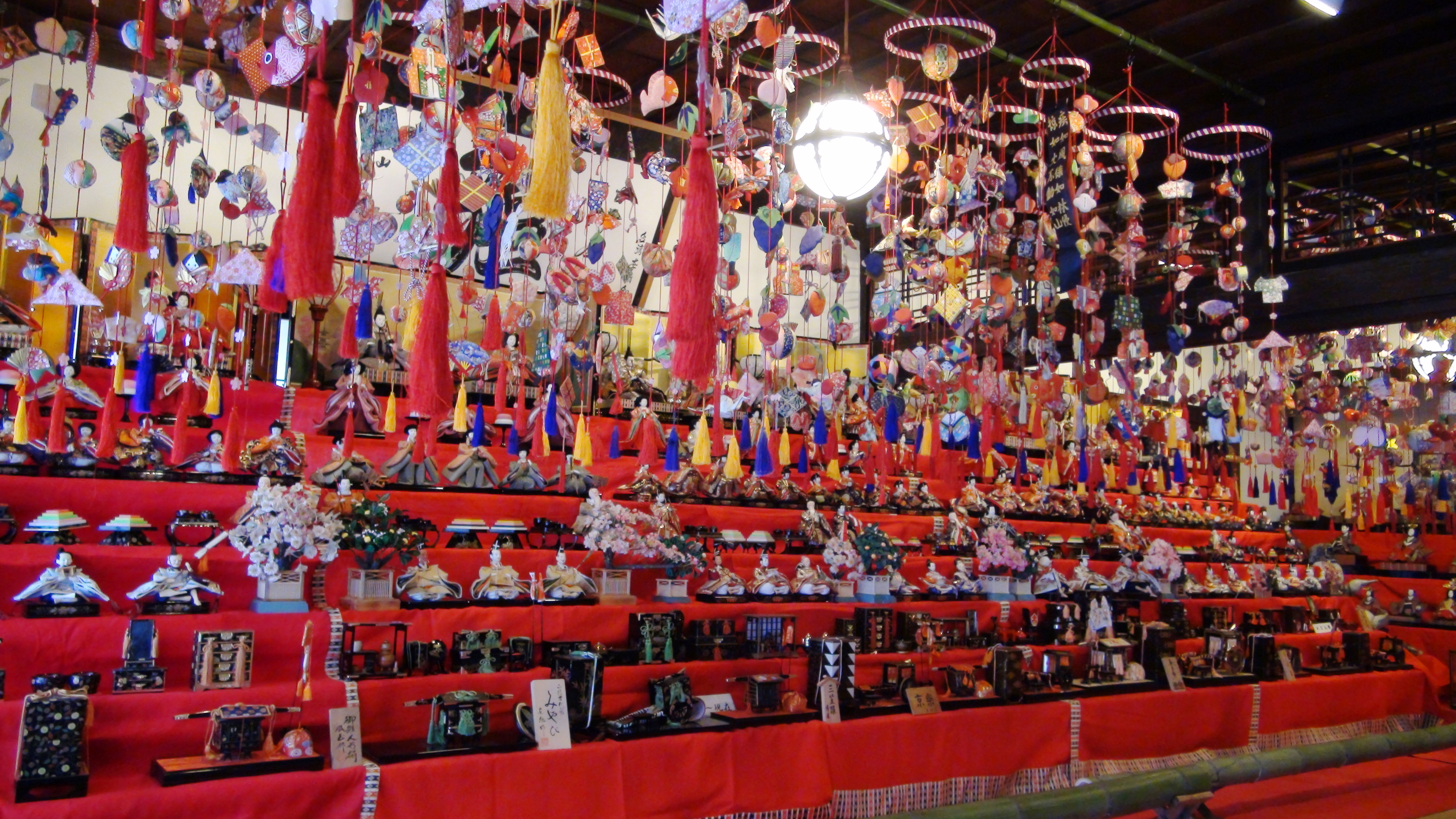
雛壇と吊るし雛

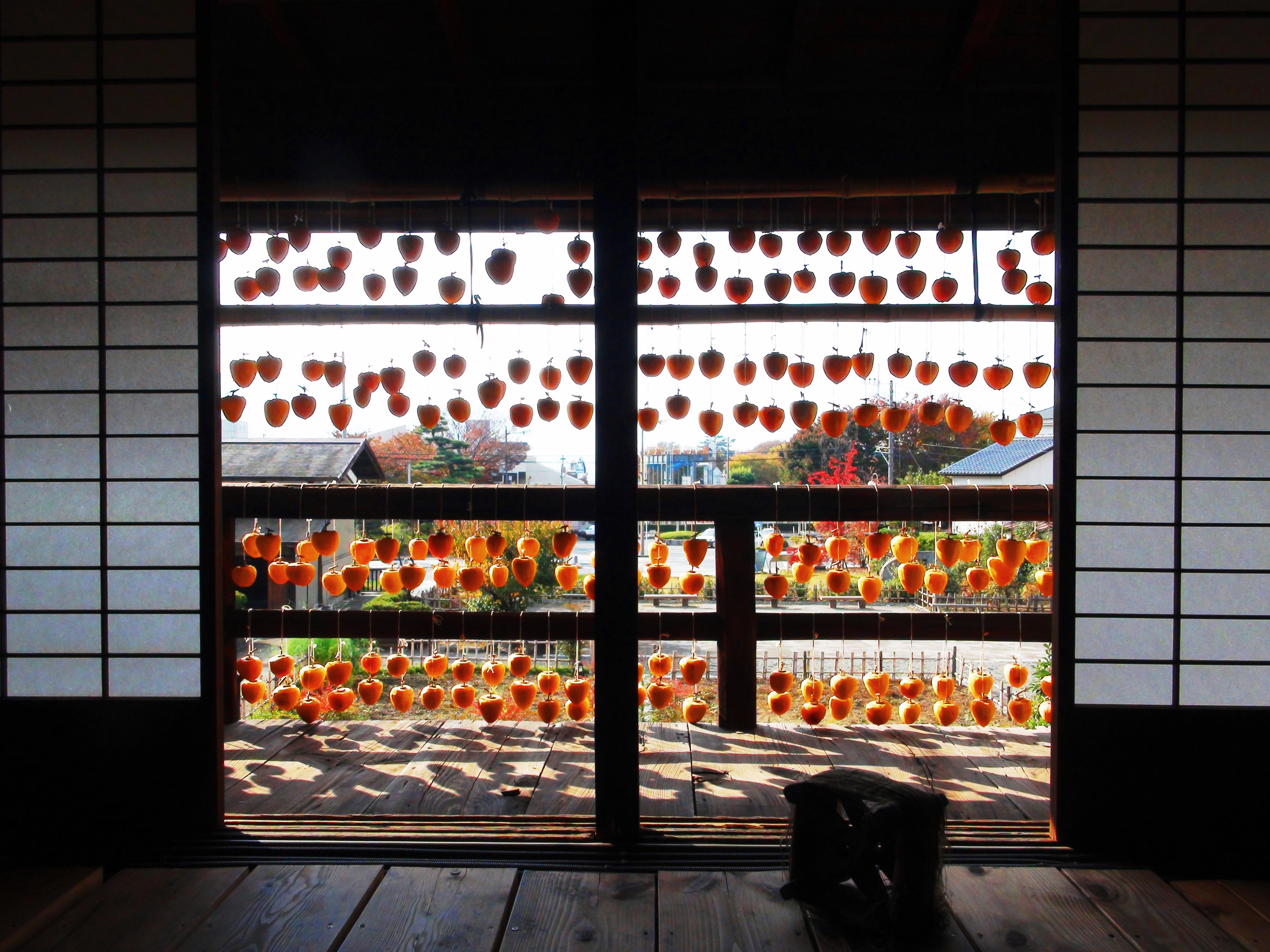
甘草屋敷に吊るされた「甲州百目」（干し柿）。毎年11月上旬から12月にかけて作られる初冬の風物詩（2010年11月12日撮影）

甘草屋敷（かんぞうやしき）は、山梨県甲州市塩山上於曽（えんざんかみおぞ）にある江戸時代後期に建築された民家で、国の重要文化財に指定されている。重要文化財指定名称は旧高野家住宅。

## 概要
高野家はこの地で長百姓（おさびゃくしょう）を務めた家柄で、代々「伊兵衛」を名乗り、幕末には名主として苗字帯刀が許されていた。高野家は江戸幕府に納める甘草を栽培していたことから、甘草屋敷と呼ばれている。
高野家住宅の主屋は切妻屋根の前面上部に2段の突き上げ屋根を設けた甲州民家と呼ばれる、この地方特有の建築である。江戸時代後期の建築で、蔵などの付属建物や宅地も含め、重要文化財に指定されている。

## 甘草栽培と高野家
高野家は江戸時代初期頃より薬草である甘草の栽培を始め、八代将軍徳川吉宗治世の享保5年（1720年）、徳川幕府の採薬師であった丹羽正伯により同屋敷内の甘草を検分され、その結果幕府御用として栽培と管理が命ぜられた。一反十九歩の甘草園は年貢諸役を免除され、その後同家が栽培する甘草は、幕府官営の小石川御薬園で栽培するための補給源となり、また薬種として幕府へ上納を行った。これらの経緯により高野家は古くから「甘草屋敷」と呼ばれてきた。

## 建築
主屋は江戸時代後期（19世紀前半）の建築。切妻造、屋根裏部屋を含め3階建てで、桁行13間半（24.8メートル）、梁間6間（10.9メートル）。現状は銅板葺きとするが、1960年までは茅葺きであった。切妻の大屋根には2段の突き上げ屋根を設ける。建物内部は三層構造になっており、上層階は甘草の乾燥に用いられた。上層階を設け、採光と通風のための突き上げ屋根を設けた形は、かつてこの地方で盛んに行われていた養蚕に使用された建築形式を受け継いだものである。
主屋は南向きに建てられ、東側（向かって右）を土間。西側を床上部とする。土間の右側（建物の東端）には2室からなる「蔵座敷」がある。これは、もとは馬屋だった場所を居室に改め、隠居部屋としたものである。
床上部は下手（土間寄り）の表側に「いどこ」、奥側（北）に「居間」があり、「居間」の東には土間に張り出す形で「台所」を設ける。「台所」と土間の境に立つ大黒柱は2階の屋根裏まで達する長大なものである。
「いどこ」「居間」の上手（西）は、床高を一段高め、田の字形に4室を配する。室名は南東が「中座敷」、南西が「奥座敷」、北東が「納戸」、北西が「仏間」となっている。「仏間」は藩の役人などの来客があった場合、仏壇を隠して床の間に変更できるように工夫されている。仏間の奥（北）には、長六畳の茶室を設ける。ここはもとは箪笥置き場であった。

## 文化財
以下の物件が「旧高野家住宅」として重要文化財に指定されている。
- 主屋
- 巽蔵
- 馬屋
- 東門
- 文庫蔵
- 小屋
- 宅地 4932.07平方メートル（敷地内の井戸、池、石橋、石垣を含む）
- 附（つけたり）指定物件:地実棚、裏門、屋敷門

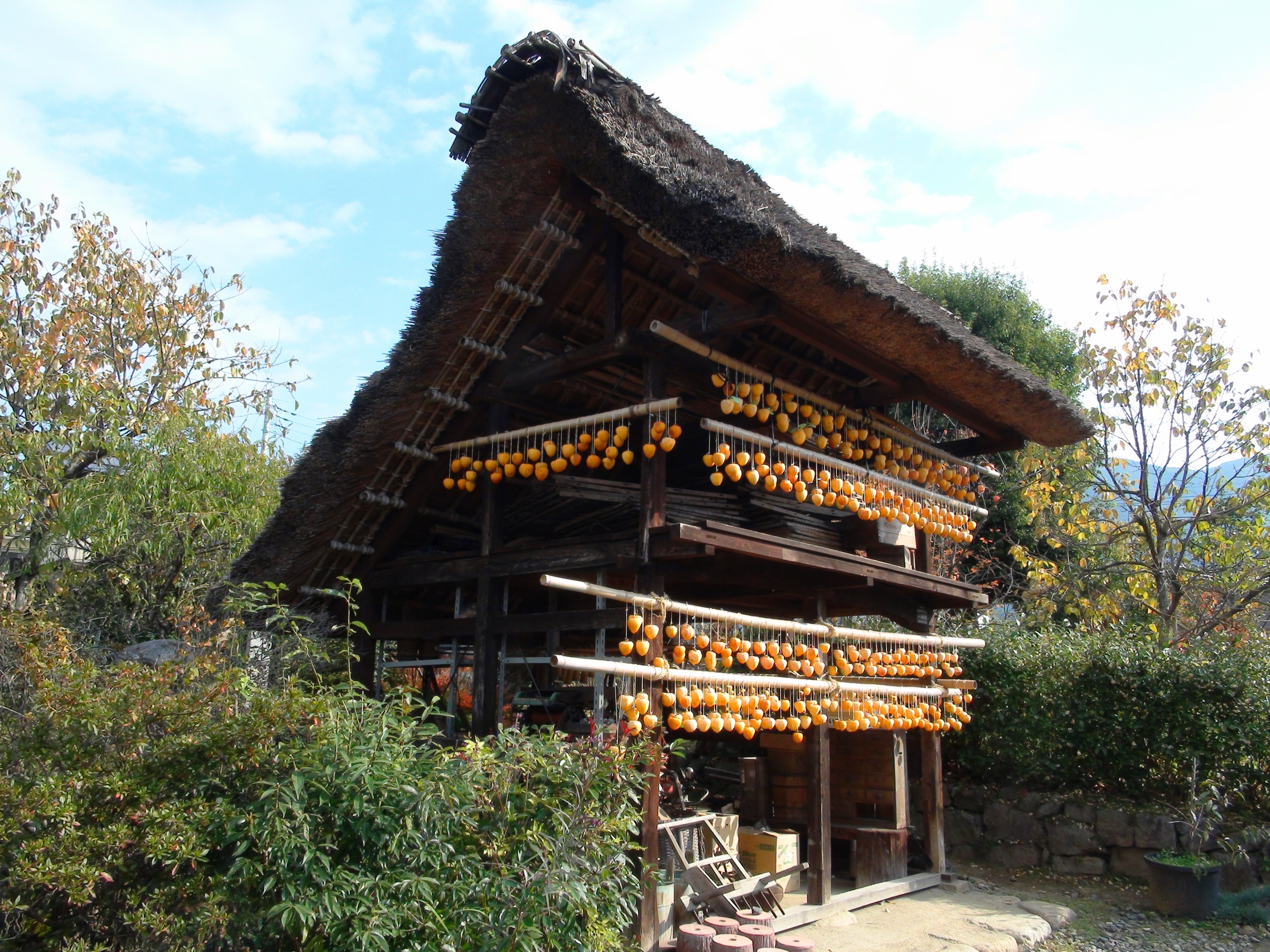
地実棚
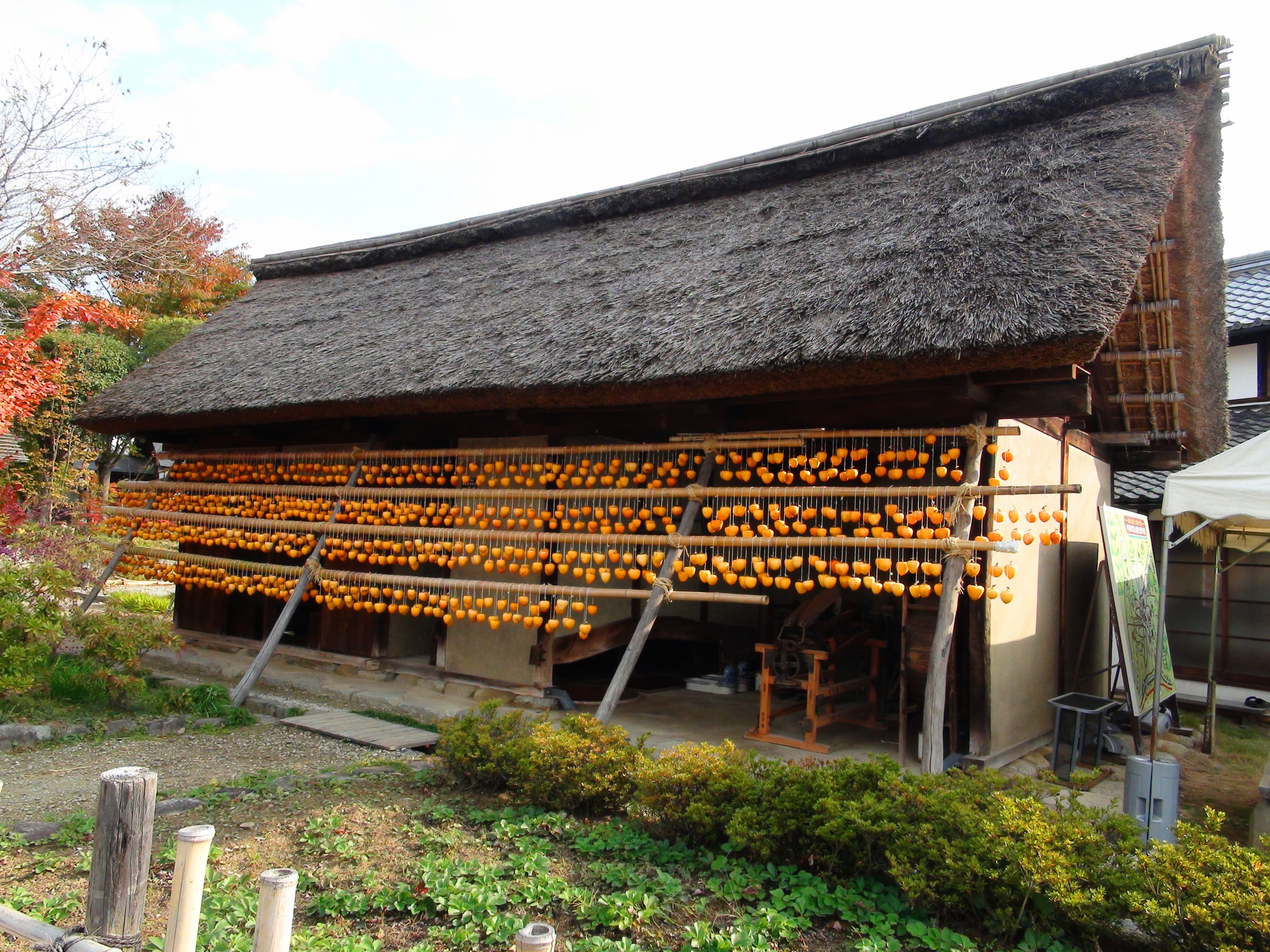
馬屋
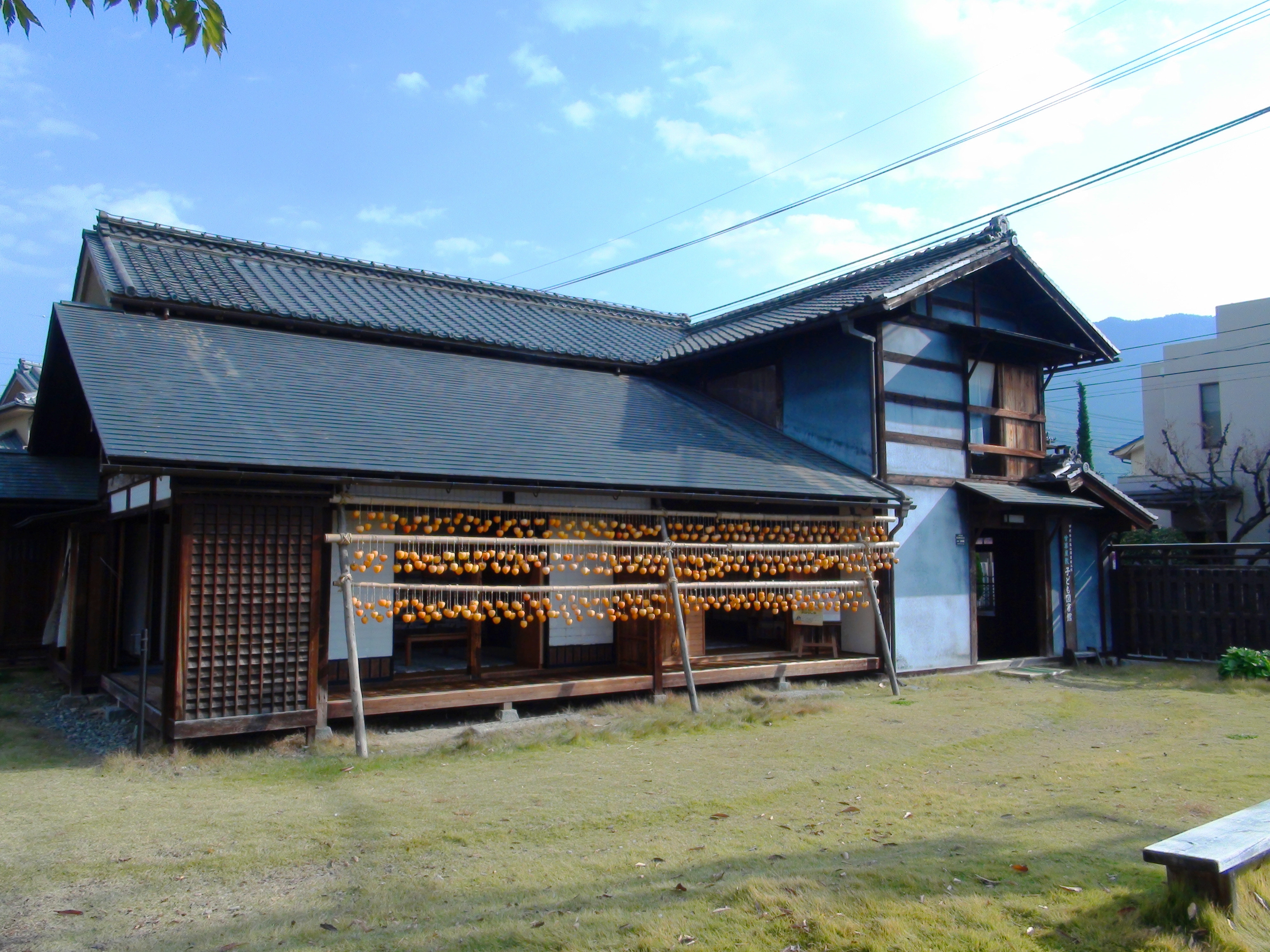
文庫蔵
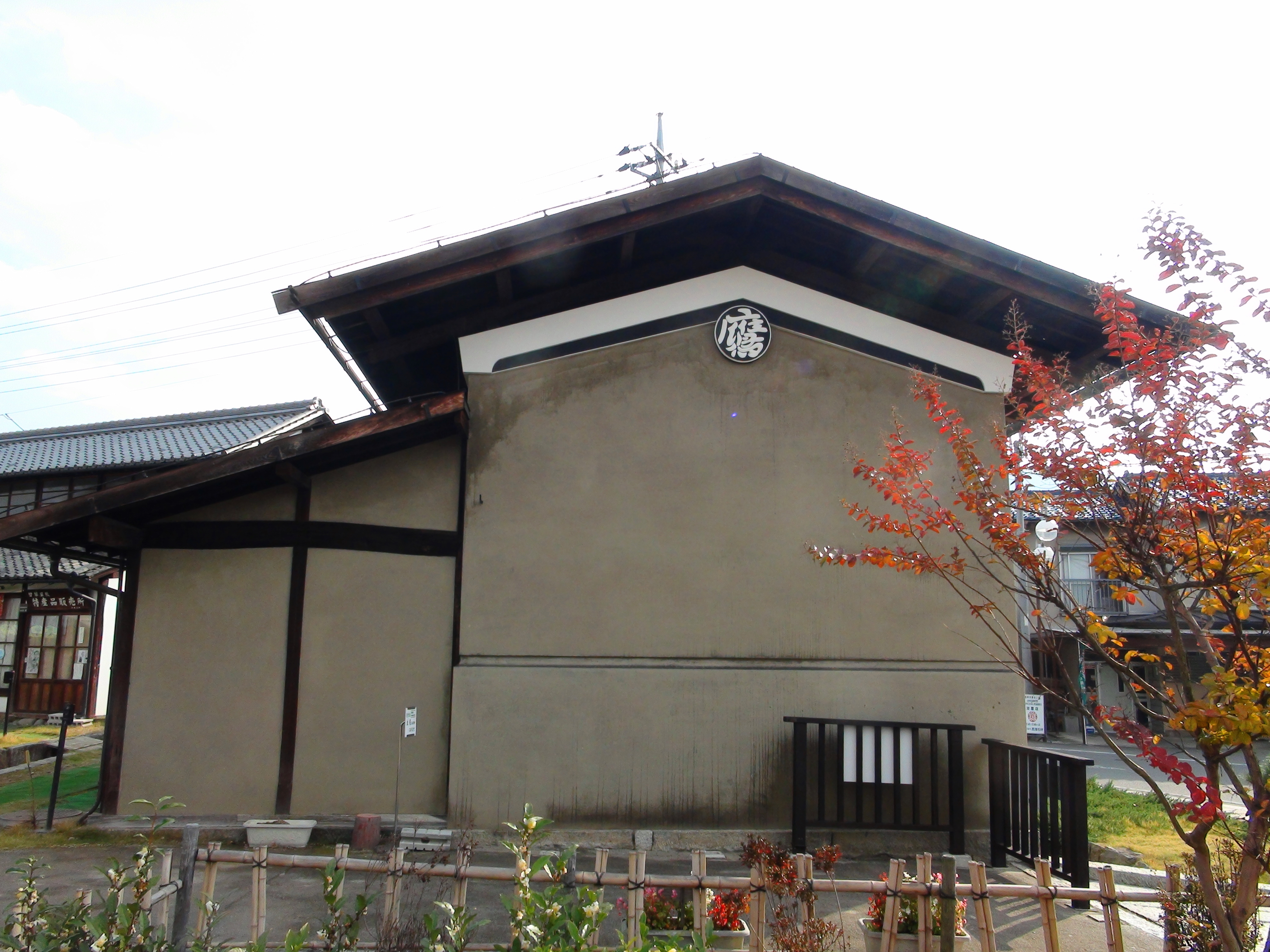
巽蔵
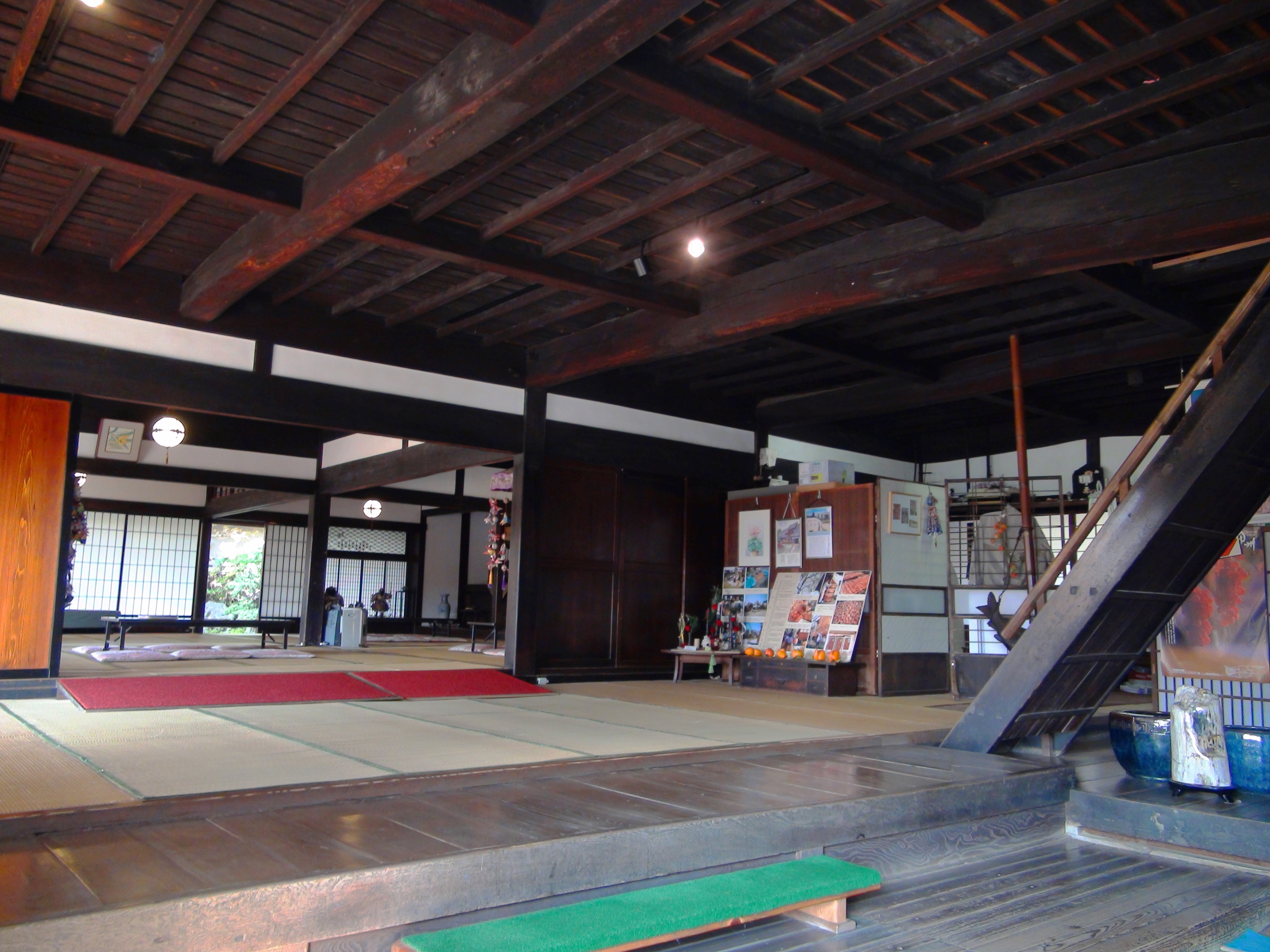
主屋内部（土間から「いどこ」を見る）

1953年（昭和28年）3月31日に、主屋が国の重要文化財の指定を受けたが、所有者が実際に居住しており長らく一般公開はされなかった。1993年（平成5年）所有者より当時の塩山市に寄附され、同市により住宅とその周囲が整備され一般公開された。その後1996年（平成8年）7月9日には敷地内の付属建物5棟（巽蔵、馬屋、東門、文庫蔵、小屋）ならびに宅地が国の重要文化財に追加指定された。なお、日本の民家建築が多数重要文化財に指定されるようになるのは1960年代以降のことで、1953年指定の当住宅は、指定年度の古いものの1つである。
蔵などの付属建物は、居室等に改造されていたが、塩山市への寄附後、旧状に復元されている。高野家住宅は、主屋とともに、付属建物、庭園、石垣などを含む屋敷構えが良好に保存され、文化遺産としての価値が高い。

## 交通
- JR塩山駅北口より徒歩1分

JR中央本線塩山駅北口の正面にあり、交通の便は至って便利である。

## 周辺情報
- 向嶽寺
- 菅田天神社
- 恵林寺
- 放光寺
- 塩山温泉